# Zelfmoord tijdens de Tweede Wereldoorlog in Nederland
Zelfmoord tijdens de Tweede Wereldoorlog in Nederland verwijst naar het fenomeen waarbij mensen, geconfronteerd met de dreiging of realiteit van het nazi-regime, vervolging en deportatie, besloten hun eigen leven te beëindigen. Deze daad werd soms alleen, maar ook regelmatig met partners of het gehele gezin voltrokken. De grootste piek vond plaats rondom de Duitse inval in mei 1940, met name onder joodse burgers, politieke vluchtelingen en andere bedreigde groepen. Zij werden vaak pas later erkend als oorlogsslachtoffers. Aan het eind van de oorlog was er ook een zelfmoordgolf onder politiek delinquenten (NSB'ers).

## Achtergrond
De Duitse inval in Nederland op 10 mei 1940 veroorzaakte grote paniek, vooral onder joodse Nederlanders en politieke vluchtelingen uit Duitsland. Al kort na de capitulatie op 15 mei 1940 was er sprake van een zelfmoordgolf. Jacques Presser sprak van een ‘zelfmoordepidemie’ en beschreef deze periode als een moment van massale wanhoop, ingegeven door angst voor arrestatie, deportatie of het opnieuw moeten ondergaan van vervolging, zoals bij veel Duitse emigranten het geval was.
Volgens onderzoek van het Centraal Bureau voor de Statistiek bedroeg het aantal zelfdodingen in Nederland in mei 1940 in totaal 388, waarvan 201 joods. Uit onderzoek blijkt dat het hoogste aantal zelfdodingen plaatsvond in mei 1940. De meeste zelfdodingen vonden plaats in Amsterdam (155 gevallen) en gebeurden vaak collectief, binnen gezinnen. Vanwege het grote aantal meldingen kon de GGD soms pas de volgende dag reageren. Ook in latere oorlogsjaren pleegden velen zelfmoord, onder wie onderduikers, ouderen of mensen die gescheiden werden van hun familie. De Joodse Raad hield tussen juli 1942 en mei 1943 een lijst bij van geregistreerde gevallen, maar dit betreft slechts een deel van de realiteit.
Volgens de auteur van het boek Mij krijgen ze niet levend: de zelfmoorden van mei 1940 (2017), Lucas Ligtenberg, was de golf aan zelfmoorden niet alleen een reactie was op de inval op 10 mei, maar ook op jarenlange angst en teleurstelling in de neutraal gebleven status van Nederland. De abrupte realiteit van een Duitse bezetting sloeg om in existentiële paniek.
Jacques Presser beschrijft in zijn boek Ondergang (1965) dat sommigen in een staat van 'berusting' zelfmoord pleegden. Mogelijk had hij het over de poging die hij en zijn vrouw Dé hadden gedaan. Nadat het mislukt was om via IJmuiden te vluchten, probeerden ze ‘in opperste zaligheid’ een einde aan hun leven te maken. Schrijver Abel Herzbergs (Kroniek der Jodenvervolging, 1950) noemt degenen die zelfmoord pleegden, mensen “die niet mee wilden gaan met de nieuwe tijd, en liever de oude, die was gestorven, volgden.”
Ligtenberg vermoedt dat er zo weinig over het onderwerp is geschreven, vanwege het taboe dat er rond zelfmoord bestaat. "Maar het verbaast me wel dat in de 77 jaar sinds mei 1940 nog nooit een historicus dit onderwerp serieus heeft opgepakt."
Ook in de laatste oorlogsmaanden nam het aantal zelfdodingen toe. Tussen 1944 en 1947 pleegden minstens 113 leden van de Nationaal-Socialistische Beweging (NSB) zelfmoord, vaak uit angst voor arrestatie of vergelding. De meeste gevallen vielen samen met de bevrijding van Zuid-Nederland (september 1944) en de Duitse capitulatie (april–mei 1945).
Na de bevrijding pleegden tientallen Canadese soldaten in Nederland zelfmoord, vaak als gevolg van oorlogstrauma’s, gemis aan psychische hulp en persoonlijke tegenslagen zoals verbroken relaties. Ondanks hun rol als bevrijders kregen deze slachtoffers lange tijd weinig erkenning of plaats in de herdenking.

## Prominente gevallen
Verschillende bekende Nederlanders pleegden in mei 1940 zelfmoord of deden een poging daartoe:
- Emanuel Boekman (1889-1940), wethouder van Amsterdam, en zijn vrouw Jansje Boekman-Nerden (1884-1940). Ze deden dit samen met het gezin van bevriende politicus Bob van Gelderen.[8] Bob van Gelderen (1891 -1940), Tweede Kamerlid, koos samen met zijn vrouw Alexandrina van Gelderen-de Vries (1888-1940) en twee kinderen voor de dood, uit protest en wanhoop.[9]
- Hoogleraar criminologie Wim Bonger (1876-1940), stierf in Amsterdam. Bonger was lid van het Comité van waakzaamheid, dat campagne voerde tegen het nationaalsocialisme.
- Menno ter Braak (1902-1940), schrijver en criticus, zag geen uitweg in het vooruitzicht van bezetting.
- Louis Fles (1871-1940), schrijver en activist.
- Michel Joëls (1881-1940), joods gemeenteraadslid in Den Haag. Naar aanleiding van zijn dood sprak burgemeester Salomon de Monchy de raad toe over het dreigende nazisme.[10]
- Robert Leopold (1897-1940), oprichter van uitgeverij Leopold.[11][12]
- Paul May (1868-1940), bankier bij Lippmann, Rosenthal & Co., en zijn vrouw Rosine May-Fuld (1871-1940).[13][14] Zijn broer Robert May (1873-1962) overleefde de poging en de oorlog.[15]
- Leonard Polak Daniels (1872-1940), joods hoogleraar geneeskunde en farmacologie, rector magnificus van de Rijksuniversiteit Groningen van 1935 tot 1936. Hij pleegde zelfmoord met zijn vrouw Catharina Polak Daniels-Pleijte (1875-1940). Ze waren de ouders van tuinarchitect Catharina Polak Daniels (1904-1989), die de oorlog overleefde. In zijn afscheidsbrief schrijft Leonard: “Moeder en ik kunnen ons onmogelijk aan Duitschland overgeven.”[5]
- Historicus Jacques Presser (1899-1970) deed samen met zijn vrouw Debora (Dé) Appel (1913-1943), een zelfmoordpoging. Zij belden een arts en overleefden het. Na de oorlog deed Presser uitgebreid onderzoek naar de Jodenvervolging.[16] Zijn vrouw werd betrapt met een vals persoonsbewijs en werd vermoord in Sobibór.[17]

## Joodse slachtoffers
Op het Joods Monument zijn honderden namen verzameld van joodse burgers die tijdens de oorlogsjaren, vaak na ontvangst van een oproep tot deportatie of uit angst voor arrestatie, zelfmoord pleegden of een poging daartoe deden. Enkele voorbeelden:
- Huisarts Bob Belinfante (1905-1940), de broer van dirigent en verzetsheld Frieda Belinfante. Ook zijn zwangere vrouw Marianne Belinfante-Lisser (1902-1944) deed een poging, die ze overleefde. Zij stierf in 1944 aan een hersenbloeding of suïcide, toen zij ondergedoken zat in IJlst.[19][20]
- Jacob Keesing (1889-1940), zijn vrouw Esperance Keesing-Peekel (1893 -1940) en zijn halfzussen Suzanne Keesing (1877-1940) en Marianne Keesing (1882-1940) zagen geen andere uitweg toen zij niet konden vluchten naar Engeland. Zij overleden in IJmuiden en zijn gezamenlijk begraven in Santpoort.[21]
- Barend Hartog Knap (1879-1940) schreef in een afscheidsbrief dat hij in september 1940 als jood geen toekomst meer zag. Zijn vrouw en kinderen overleefden de oorlog.[22]
- Oogarts Jacob Pinkhof (1895-1942), zijn vrouw Branca Pinkhof-Asscher (1901-1942) en hun drie kinderen, maakten in september 1942 gezamenlijk een eind aan hun leven.[23]
- Leentje Weenen-Löwenstein (1866-1942) overleed in Amsterdam. Zij kwam destijds nog maar zelden buiten, maar heeft waarschijnlijk uit angst en uitzichtloosheid haar huis verlaten om een einde aan haar leven te maken.[3]
- Johan Wertheim (1879-1940) en Hendrika Wertheim-van Gelder (1878 -1940), de ouders van hoogleraar sociologie Wim Wertheim en de grootouders van activist Anne-Ruth Wertheim.[24] Zijn waren van Joodse afkomst, maar deden niets met het geloof en sloten zich aan bij de remonstrantse kerk om beter te assimileren. In 1917 vluchtten zij uit Rusland, en in 1933 uit Duitsland, vanwege het opkomende antisemitisme.[25] Ook de zus van Johan, Alida (Alice) Wertheim (1887-1940), pleegde zelfmoord.[26]
- Jozef Wins (1894-1940), textielhandelaar, pleegde met zijn vrouw Sara Wins-de Kromme (1894-1940) en twee kinderen, zelfmoord in hun woning aan de Smaragdstraat in Amsterdam. Ze hadden vergeefs geprobeerd naar Engeland te vluchten via IJmuiden.[5] Één kind heeft de oorlog overleefd.[27]

Sommige slachtoffers, zoals Elize Jeanette de Jong-Groenberg (1918-1943), overleefden een zelfmoordpoging maar werden later alsnog vermoord in concentratiekampen als Sobibór. Henry Heijermans (1927) kwam er pas veel later achter dat zijn vader Louis had geprobeerd hen beiden van het leven te beroven, toen hij 12 jaar oud was. Ze werden op tijd gered en emigreerden later naar Amerika, waar Henry predikant werd.

## Publicaties en onderzoek
Historici zoals Loe de Jong (Het Koninkrijk der Nederlanden in de Tweede Wereldoorlog), Jacques Presser (Ondergang) en Abel Herzbergs (Kroniek der Jodenvervolging) besteedden aandacht aan de zelfmoorden van mei 1940, maar deden dit beperkt. 
Een van de eerste systematische onderzoeken verscheen in 1960 van socioloog C.S. Kruijt, die het aantal zelfmoorden in mei 1940 vaststelde op 388, waarvan 201 joodse slachtoffers. Zijn gebruik van termen als ‘zelfmoordgolf’ en ‘epidemie’ is later overgenomen door andere auteurs.
- Metz, Daniël  (2008). Onder druk van de omstandigheden. Misjpoge. Tijdschrift voor Joodse genealogie  21 (1)[3]

- Ligtenberg, Lucas (2017). Mij krijgen ze niet levend: de zelfmoorden van mei 1940. Uitgeverij Balans. ISBN 9789460038457.

Daarnaast verrichtten enkele sociologen onderzoek naar het statistisch en sociaal profiel van de zelfdodingen tijdens de gehele bezettingsperiode. Zij kregen toegang tot geanonimiseerde telkaarten van het CBS. De persoonsgegevens blijven echter geheim tot 2040.